# Cecilia Malmström
Anna Cecilia Malmström, född 15 maj 1968 i Brännkyrka församling i Stockholm, är en svensk statsvetare och tidigare liberal politiker. Hon var 1999–2006 ledamot av Europaparlamentet, 2006–2010 EU-minister i Statsrådsberedningen och 2010–2019 Sveriges EU-kommissionär. 2019 utsågs hon till Årets svensk i världen. I maj 2023 berättade Malmström att hon inte längre var medlem i Liberalerna.

## Biografi
Cecilia Malmström är uppvuxen i Göteborg och i Frankrike. Hon har arbetat i bland annat Stuttgart och i Barcelona. Hon är bosatt på Lindholmen i Göteborg, är gift och har tvillingbarn.
Malmström var anställd vid Göteborgs universitet från 1992 till 1999. Hon blev biträdande forskare 1994, filosofie doktor i statsvetenskap 1998 med avhandlingen Regionen, makten och härligheten: regionala partier i Västeuropa och var 1998–1999 lektor vid statsvetenskapliga institutionen. Hon har forskat och undervisat i europeisk politik, regionalism, invandringspolitik och terrorism.
Malmström invaldes 2007 som ledamot av Kungliga Krigsvetenskapsakademien.

## Politiskt liv
Malmström blev medlem i Liberalerna (då Folkpartiet) i slutet av 1980-talet och har suttit i Västra Götalandsregionens regionfullmäktige 1998–2001 och i Folkpartiets partistyrelse 1997–2010. 2007 valdes hon till förste vice partiordförande efter Jan Björklund, en post hon avgick från strax innan hon tillträdde som kommissionär. 
Som Europaparlamentariker engagerade sig Malmström särskilt i utformningen av EU:s utrikespolitik. Hon var ledamot i utskotten för utrikesfrågor, konstitutionella frågor respektive inre marknaden, och dessutom i underutskotten för mänskliga rättigheter respektive säkerhet och försvar. Under sina två mandatperioder var hon också vice ordförande i Europaparlamentets delegationer till Ungern och Kroatien. En av sina största framgångar har hon haft med oneseatkampanjen som samlat in över 1 miljon underskrifter för att få ett slut på Europaparlamentets flyttcirkus mellan Bryssel och Strasbourg.
Malmström fick posten som EU-minister i statsrådsberedningen den 6 oktober 2006 efter den borgerliga segern i riksdagsvalet samma år. Hennes ansvarsområden innefattade institutionella frågor, EU:s budgetöversyn, Östersjöstrategin, EU-strategin för tillväxt och sysselsättning samt planering inför och samordning av det svenska ordförandeskapet i EU hösten 2009. I november 2009 nominerade den svenska regeringen Cecilia Malmström till ny svensk EU-kommissionär. Hon avgick som EU-minister den 22 januari 2010 och tillträdde den 10 februari tjänsten som EU-kommissionär med ansvar för inrikes frågor, som bland annat innefattar asyl- och migrationsfrågor och EU:s arbete mot den organiserade brottsligheten, i Kommissionen Barroso II.
Malmström har valt att offentliggöra att hon som privatperson ger ekonomiskt stöd till Expo.
2010 fick hon i Tyskland smeknamnet ”Censilia”, en blandning av ordet för censur och hennes förnamn, efter att ha föreslagit att EU:s medlemsstater ska blockera tillgång till webbsidor med barnpornografiskt innehåll. Förslaget har fått stöd av Rädda Barnen och flera andra organisationer som arbetar för barns rättigheter. Senare studier vid Göteborgs universitet har ifrågasatt om internetfilter är en effektiv metod att hjälpa barn som utsatts för sexuellt våld.
Sommaren 2014 blev det oroligheter i Turkiet efter att det framkommit att turkiska regeringen ville köpa internetfilter och deep packet inspection från de svenska företagen Netclean och Procera Networks. Turkiet ingår i den koalition mot sexuellt våld mot barn på internet som Cecilia Malmström tagit fram under sin tid som kommissionär. I svaret på en skriftlig fråga från Europaparlamentet har Cecilia Malmström tillkännagivit att koalitionen har som mål att skapa globala uppladdningsfilter för material.
2011 utsågs hon till hedersdoktor vid Samhällsvetenskapliga fakulteten vid Göteborgs universitet, med motiveringen att hon "under hela den tid hon innehaft olika framstående politiska poster visat stort intresse för högre utbildning och forskning i Sverige och speciellt vid Göteborgs universitet".
Hon är också en av initiativtagarna till tankesmedjan International Youth Think Tank. Den riktar sin verksamhet mot ungdomar och grundades i Göteborg 2019.
I maj 2023 berättade Malmström att hon lämnat Liberalerna.